# 992 Swasey
992 Swasey је астероид главног астероидног појаса са пречником од приближно 27,33 .
Афел астероида је на удаљености од 3,296 астрономских јединица (АЈ) од Сунца, а перихел на 2,749 АЈ. 
Ексцентрицитет орбите износи 0,090, инклинација (нагиб) орбите у односу на раван еклиптике 10,871 степени, а орбитални период износи 1919,707 дана (5,255 година). 
Апсолутна магнитуда астероида је 10,80 а геометријски албедо 0,113.
Астероид је откривен 14. новембра 1922. године.